# A.C. Milan w sezonie 1969/1970

Klubowe barwy Milanu

Osiągnięcia i skład piłkarskiego zespołu A.C. Milan w sezonie 1969/70.

## Osiągnięcia
- Serie A: 4. miejsce
- Puchar Włoch: odpadnięcie w fazie grupowej
- Puchar Europy: odpadnięcie w 1/8 finału
- Puchar Interkontynentalny: zwycięstwo

## Podstawowe dane
- Oficjalna nazwa klubu: Associazione Calcio Milan
- Siedziba klubu: Via F. Turati 3
- Boisko: San Siro
- Prezes klubu:  Franco Carraro
- Trener zespołu:  Nereo Rocco
- Kapitan drużyny:  Gianni Rivera

## Skład zespołu
Bramkarze:
| Włochy | Pierangelo Belli |
| Włochy | Fabio Cudicini   |
| Włochy | Villiam Vecchi   |

Obrońcy:
| Włochy | Angelo Anquilletti      |
| Włochy | Cesare Cattaneo         |
| Włochy | Alberto Grossetti       |
| Włochy | Saul Malatrasi          |
| Włochy | Luigi Maldera           |
| Włochy | Roberto Rosato          |
| Włochy | Nello Santin            |
| Niemcy | Karl-Heinz Schnellinger |
| Włochy | Giovanni Trapattoni     |

Pomocnicy:
| Włochy | Roberto Casone   |
| Włochy | Romano Fogli     |
| Włochy | Domenico Montana |
| Włochy | Giovanni Lodetti |
| Włochy | Gianni Rivera    |
| Włochy | Giorgio Rognoni  |

Napastnicy:
| Francja           | Nestor Combin            |
| Włochy            | Lino Golin               |
| Włochy            | Angelo Marchi            |
| Włochy            | Pierino Prati            |
| Brazylia · Włochy | Angelo Benedicto Sormani |